# Dystrykt Washuk
Dystrykt Washuk (urdu: ضلع واشک)– dystrykt w południowo-zachodnim Pakistanie w prowincji Beludżystan. Siedzibą administracyjną dystryktu jest Washuk.
Dystrykt został wydzielony w 2006 roku z dystryktu Kharan.